# Hörstkamp
Hörstkamp ist ein Stadtteil von Rheine im nordrhein-westfälischen Kreis Steinfurt.
Hörstkamp liegt direkt südlich der Innenstadt westlich der Ems. Die B 481 verläuft im Westen des Stadtteils. Hörstkamp ist Standort des Jakobi-Krankenhauses (mit der Ambulanz der LWL-Klinik Lengerich). An der Ems liegt das Stadion "An der Emsaue".